# Paesaggio con alberi
Paesaggio con alberi è un dipinto di Gigi Comolli. Eseguito verso il 1960, appartiene alle collezioni d'arte della Fondazione Cariplo.

## Descrizione
Si tratta di un paesaggio di campagna rappresentativo della produzione di Comolli, legata alla tradizione pittorica impressionista e mai particolarmente innovativa, ma nonostante ciò sempre in sintonia con il gusto del pubblico.